# Tomàs Fàbregas
Tomàs Fàbregas Valls (* 29. April 1904 in Sant Cugat de Vallès, Katalonien; † 6. September 1969 in Mexiko-Stadt, Mexiko) war ein spanischer Fußballspieler, Fußballtrainer und Politiker.

## Laufbahn
Seine fußballerische Laufbahn begann Fàbregas bei seinem Heimatverein Sant Cugat Sport Futbol Club. Außerdem spielte er für den CE Sabadell und den RCD Espanyol. Noch während seiner Zeit als aktiver Sportler ging er 1930 in die Politik und trat vehement für die katalanische Selbstbestimmung ein. Nach der Katalonienoffensive von 1938 ging Fàbregas zunächst nach Frankreich und im darauffolgenden Jahr nach Mexiko, wo er den Rest seines Lebens verbrachte. Dort trainierte er den Club Deportivo Irapuato, den Club Deportivo Morelia und den Deportivo Toluca FC. Toluca führte er 1953 zum Gewinn der Meisterschaft in der seinerzeit noch zweitklassigen Segunda División, wodurch der Verein in die höchste Spielklasse aufstieg, der die Diablos Rojos seither ununterbrochen angehören. Durch ihre bisher insgesamt zehn Meistertitel haben die „Roten Teufel“ sich zu einer der erfolgreichsten Mannschaften im mexikanischen Vereinsfußball entwickelt.